# Оријак сир Дро
Оријак сир Дро (фр. Auriac-sur-Dropt) насеље је и општина у југозападној Француској у региону Аквитанија, у департману Лот и Гарона која припада префектури Марманд.
По подацима из 2011. године у општини је живело 201 становника, а густина насељености је износила 38,07 становника/km². Општина се простире на површини од 5,28 km². Налази се на средњој надморској висини од 43 метара (максималној 110 m, а минималној 29 m).

## Демографија
| 1962. | 1968. | 1975. | 1982. | 1990. | 1999. | 2011. |
| ----- | ----- | ----- | ----- | ----- | ----- | ----- |
| 214   | 244   | 227   | 200   | 183   | 186   | 201   |

График промене броја становника у току последњих година